# Natálie Grossová
Natálie Grossová (* 28. září 2002 Praha) je česká herečka, zpěvačka a stepařka.

## Životopis
Narodila se 28. září 2002 v Praze, místopředsedovi vlády a budoucímu premiérovi Stanislavu Grossovi a jeho druhé manželce podnikatelce Šárce Grossové. Má starší sestru Denisu. Již od dětství se věnuje zpěvu a stepu.[chybí lepší zdroj] Vystudovala jazykové gymnázium.[chybí lepší zdroj]
Známá se stala účinkováním v muzikálech „Fantom Opery“, „Mýdlový princ“, v muzikálu „Čarodějka“ nebo v muzikálu „Ples upírů“, za který byla v roce 2017 nominována na cenu Thálie.[chybí lepší zdroj]
První herecký počin zaznamenala v roce 2016 v seriálu Přístav, který vysílala televize Prima. Epizodní role hrála i v seriálech Modrý kód a Poldové a nemluvně.[chybí lepší zdroj]
První její celovečerní film byla komedie Jána Nováka z roku 2018 Pepa.[chybí lepší zdroj]
Od ledna roku 2020 hrála v seriálu Slunečná.[chybí lepší zdroj]
Následovaly spíše menší role ve filmech Bastardi 4: Reparát a Superžena.
V roce 2024 si zahrála hlavní roli v dramatu Společně sami.

## Filmografie

### Filmy
- 2018 Pepa
- 2022 Stáří není pro sraby
- 2023 Bastardi 4: Reparát
- 2024 Superžena
- 2024 Společně sami

### Seriály
- 2016 a 2017 Přístav
- 2018 Modrý kód
- 2020 Poldové a nemluvně
- 2020 a 2021 Slunečná

## Osobní život
Ve škole byla šikanována, vypořádat se s tím jí zčásti pomohlo divadlo.
Na jaře roku 2024 odhalila, že má nizozemského přítele. Žijí spolu v Praze.[chybí lepší zdroj]